# Бойко Костянтин Петрович
Костянтин Петрович Бойко (18 березня 1913, містечко Ногайськ Таврійської губернії, тепер місто Приморськ Запорізької області — 5 квітня 2000, місто Київ) — український радянський діяч, керівник у справах Ради Міністрів УРСР, голова Львівського міськвиконкому. Член ЦК КПУ в 1976—1990 р. Депутат Верховної Ради УРСР 7—11-го скликань.

## Біографія
Народився в селянській родині. Закінчив Ногайську школу, став членом ЛКСМУ. З 1929 року — секретар комітету комсомолу колгоспу «Незаможник» (Ногайськ).
У 1930—1931 роках — слухач курсів при ЦК ЛКСМУ. У 1931—1932 роках — завідувач культурно-пропагандистського відділу Амвросіївського районного комітету ЛКСМУ на Донеччині. У 1932—1933 роках — на відповідальній роботі у Макіївському міському комітеті ЛКСМУ.
У 1933—1934 роках — інструктор, завідувач організаційного відділу Лисичанського районного виконавчого комітету Донецької області. У 1934—1938 роках — голова виконавчого комітету Пролетарської міської ради депутатів трудящих Донецької області.
У липні 1938 — 1942 року — секретар виконавчого комітету Ворошиловградської обласної ради депутатів трудящих.
Член ВКП(б) з 1939 року.
У 1942—1943 роках — завідувач Карагандинського обласного відділу комунального господарства Казахської РСР. У 1943 році — уповноважений Військових рад Південного та Північно-Кавказького фронтів; заступник завідувача відділу кадрів Ворошиловградського обласного комітету КП(б)У.
У 1943 — квітні 1944 року — секретар виконавчого комітету Ворошиловградської обласної ради депутатів трудящих. У квітні — грудні 1944 року — заступник голови виконавчого комітету Ворошиловградської обласної ради депутатів трудящих.
У вересні (офіційно грудні) 1944 — 1948 року — 1-й заступник голови виконавчого комітету Львівської обласної ради депутатів трудящих.
У 1948—1951 роках — навчання у Вищій партійній школі при ЦК ВКП(б) у Москві.
У 1951—1956 роках — голова виконавчого комітету Львівської міської ради депутатів трудящих.
У 1956 — 17 червня 1959 року — 1-й заступник голови виконавчого комітету Львівської обласної ради депутатів трудящих.
4 травня 1959 — 23 листопада 1988 року — керуючий справами Ради Міністрів УРСР.
З листопада 1988 року — на пенсії. У 1988—1991 роках — радник Ради Міністрів Української РСР.
Помер 5 квітня 2000 року. Похований на Байковому цвинтарі міста Києва.

## Нагороди
- орден Жовтневої Революції
- п'ять орденів Трудового Червоного Прапора
- орден Дружби народів
- медалі
- дві Почесні грамоти Президії Верховної Ради Української РСР (.02.1963, 16.03.1973)
- Заслужений економіст Української РСР (17.03.1988)